# مواقع الأخبار المزيفة في الولايات المتحدة
مواقع الأخبار المزيفة في الولايات المتحدة هي مواقع إخبارية مزيفة تنشر أخبارًا مزيفة عن عمد، ولكنها تستهدف على وجه التحديد الجماهير الأمريكية من خلال إنشاء أو إثارة موضوعات مثيرة للجدل مثل انتخابات 2016. تستهدف معظم مواقع الأخبار المزيفة القراء من خلال انتحال صفة أنها منظمات إخبارية حقيقية، مثل NBCNews.com .co، ويمكن أن تقوم مؤسسات أخبار شرعية بنشر رسالتهم بشكل أكبر. أبرزها في وسائل الإعلام هي المواقع الإلكترونية العديدة التي قدمت مزاعم خاطئة تمامًا عن المرشحين السياسيين والتي تركز عادة على هيلاري كلينتون ودونالد ترامب، كجزء من حملة أكبر لكسب المشاهدين وإيرادات الإعلانات أو نشر معلومات مضللة. بالإضافة إلى ذلك، تلقت مواقع الويب الساخرة انتقادات لعدم إخطار القراء بشكل صحيح بأنهم ينشرون محتوى زائفًا أو ساخرًا، حيث تم خداع العديد من القراء بمقالات تبدو شرعية.

## تعريف
تنشر مواقع الأخبار المزيفة عن عمد الخدع والدعاية والمعلومات المضللة لتسريع حركة المرور على الانترنت الملتهبة بواسطة وسائل التواصل الاجتماعي. تتميز هذه المواقع بالأخبار الساخرة، حيث يتم عادةً إعداد مقالات إخبارية مزيفة لتضليل القراء، إما من أجل الربح أو لأسباب غامضة، مثل حملات التضليل. العديد من تلك المواقع تنشأ في روسيا أو يتم الترويج لها،  في مقدونيا الشمالية،  ورومانيا، والولايات المتحدة. استهدفت العديد من المواقع الولايات المتحدة بشكل مباشر لأن الولايات المتحدة مستهلك عالي للإعلانات، إضافة إلى أن أية ادعاءات غير عادية من المرجح أن تُصدَّق خلال الأزمات السياسية.
لاحظت صحيفة نيويورك تايمز في مقال لها في ديسمبر 2016 أن الأخبار المزيفة قد استمرت من قبل على شبكة الإنترنت وداخل الصحافة الشعبية لسنوات قبل انتخابات الولايات المتحدة عام 2016.  ومع ذلك لم تؤثر الأخبار المزيفة على العملية الانتخابية بدرجة عالية. بعد تلك الانتخابات، تحولت قضية الأخبار المزيفة إلى سلاح سياسي بين مؤيدي كلينتون وترامب. نظرًا لهذه الشكاوى المتكررة، أصبح تعريف الأخبار المزيفة المستخدم لمثل هذه الحجة غامضًا.

## الأساليب
تستخدم مواقع الأخبار المزيفة مجموعة متنوعة من الطرق لخداع قرائها للاعتقاد بصدق بمحتواها، إما بمحاولة إقناع القراء بأنهم شرعيون أو عن طريق صرف القراء بأخبار لا تصدق.

### التحفيز لقراءة المزيد
غالبًا ما تحتوي مواقع الأخبار المزيفة على عناوين مقالات مذهلة، مما يدفع المستخدم إلى النقر فوقه وقراءة المزيد. غالبًا ما تؤدي طريقة تحفيز القراء إلى عرض المحتوى على مواقعهم على الإنترنت في عناوين مبالغ فيها أو حتى مزيفة. عند الارتباط من مواقع أخرى، عادةً ما تكون وسائل التواصل الاجتماعي، فإن وجود عنوان مبالغ فيه للقصة يلعب دورًا كبيرًا في خداع المستخدمين الذين لا يستطيعون معرفة ما إذا كانت المقالة حقيقية أم لا. ظهر ذلك بوضوح في انتخابات عام 2016. بالإضافة إلى ذلك، يمكن للصور المزيفة أو التي يتم معالجتها أن تجعل القراء يفترضون بشكل غير صحيح أن المقالة صحيحة، وغالبًا ما يكون ذلك بسبب اختيارهم للصور المثيرة.

### التمثيل
هناك طريقة أخرى لكسب القراء وهي انتحال شخصية منظمة إخبارية مشروعة. يمكن أن يحدث ذلك بطريقتين، إما عن طريق تقليد تنسيق موقع ويب لمؤسسة إخبارية شهيرة والتظاهر بأنه منشور أقل شهرة، أو عن طريق نسخ موقع ويب موجود بالكامل إلى صفحة الموقع المزيف. يمكن للنُسخ المطابقة خداع المشاهدين للاعتقاد بأن موقع الويب هو مؤسسة رسمية مثل Bloomberg.ma أو   أو cnn-trending.com. 

### تحريف عنوان الويب
حاولت العديد من مواقع الأخبار المزيفة الشهيرة انتحال صفة نشر أخبار الولايات المتحدة الشرعية باستخدام طريقة تُعرف باسم Typosquatting ، حيث تختار مواقع الويب المزيفة عنوان قريب الشبه من عنوان الموقع الأصلي قدر الإمكان، ولا تختلف إلا بحرف أو اثنين. مثال واضح هو ABCnews.com.co. يعتمد تحريف عنوان الويب على أن كثير من القراء يقومون بالفعل بالتحقق من العنوان الذي كتبوه أو نقروا عليه، حيث أن هذه المواقع غالباً ما تستهدف الأخطاء الإملائية الشائعة وسوء التصرف الخفيف وإساءة استخدام نطاقات المستوى الأعلى باستخدام.com.co بدلاً من.com. يحصل هذا أيضًا على العديد من المشاهدين من وسائل التواصل الاجتماعي الذين يعتقدون أنهم يُطالعون موقع ويب حقيقي لنشر الأخبار.

### الغموض
نظرًا لأن مؤلفي هذه المواقع ليسوا مراسلين فعليين، فإن العديد من المواقع الإخبارية المزيفة إما تتظاهر بأن لديها هوية المراسل أو أنها ببساطة لا تتضمن صفحة «من نحن». لا تحتوي مواقع الويب هذه مطلقًا على أية منشورات أخرى تشير إليها أو معلومات عن نفسها في مصادر مثل ويكيبيديا. عندما يتم نشر هذه المواقع عن طريق مؤسسات فعلية، فإنها تمنحهم القليل من الشرعية، مما يساعدهم على جذب المشاهدين لهم.

## حملات إخبارية وهمية
الحملات الإخبارية المزيفة تعني أن تقوم العديد من مواقع الأخبار المزيفة بنشر مواضيع مماثلة على أمل إقناع جمهور أوسع، سواءً بالكم أو حسب المرجع.

### دورة انتخابات 2016
لعبت المواقع الإخبارية المزيفة دوراً كبيراً في الأخبار عبر الإنترنت أثناء الانتخابات، معززة بالنشر الكثيف على فيسبوك وجوجل. تمت مشاركة ما يقرب من 115 قصة مزيفة مؤيدة لترامب على فيسبوك ما مجموعه 30 مليون مشاركة، وكذلك مشاركة 41 قصة مزيفة مؤيدة لكلينتون بما مجموعه 7.6 مليون مشاركة. كان السببان الرئيسيان لإنشاء أخبار وهمية هما الأسباب الاقتصادية والأيديولوجية. على سبيل المثال، أنتج المراهقون في فيليس قصصًا لصالح كلا من ترامب وكلينتون كسبوا من تلك القصص عشرات الآلاف من الدولارات. يسعى بعض مزودي الأخبار المزيفة إلى تقدم المرشحين الذين يفضلونهم. على سبيل المثال، يدعي الرجل الروماني الذي كان يدير endthefed.com أنه بدأ الموقع بشكل أساسي لمساعدة حملة دونالد ترامب.

#### المواقع الرئيسية المشتركة في ذلك
- ABCnews.com.co - مؤيد لليمين.[38]
- Conservative Daily Post - مناهضة لليسار ولليمين.[39] [40]
- Denver Guardian - المعروف بمقالات مناهضة لهيلاري كلينتون.[41]
- Disinfomedia - مقالات مناهضة لليمين.[42]
- Ending the Fed - المؤيد لليمين.[43]
- News Examiner - مقالات مناهضة لليسار.[44]
- SubjectPolitics.com - تشتهر بمقالات مناهضة لهيلاري كلينتون.[45]
- YourNewsWire.com - مثيرة لكلا الجانبين وكذلك تنشر نظرية المؤامرة.[46]

#### وسائل التواصل الاجتماعي
وجد البروفيسور فيليب إن. هوارد من جامعة أكسفورد أن حوالي نصف الأخبار على تويتر الموجهة إلى ميشيغان قبل الانتخابات كانت غير مهمة أو مزيفة. وجاء النصف الآخر من مصادر الأخبار الحقيقية. تم انتقاد فيسبوك لفشلها في إيقاف انتشار الأخبار المزيفة على برنامجها خلال انتخابات عام 2016، واعتقدت فيسبوك أنه يمكن حل المشكلة عن طريق الهندسة، حتى مايو 2017 عندما أعلنت عن خطط لتوظيف 3000 من مراجعي المحتوى. من بين القصص الزائفة التي جرت خلال الانتخابات الرئاسية الأمريكية لعام 2016 والتي شاعت من خلال موقع فيسبوك وجود تدوين فيروسي يفيد أن البابا فرانسيس والممثل دينزل واشنطن يؤيدا دونالد ترامب.  ذكرت Alternet أن ترامب نفسه كان مصدر بعض المعلومات الخاطئة ذات الصلة به.
وجدت BuzzFeed News أنه خلال الأشهر الثلاثة الأخيرة من الانتخابات، تلقت الأخبار الإخبارية المزيفة على فيسبوك اهتمامًا أكبر من القصص الإخبارية الحقيقية. لقد تم اكتشاف أن أعلى 20 خبرًا مزيفًا لها 8,711,000 مشاركة وردود أفعال وتعليقات، بينما تمت مشاركة أعلى 20 خبرًا حقيقيًا والتعليق عليها وردها 7,367,000 مرة. بدأت إحدى القصص الإخبارية الزائفة البارزة التي صدرت بعد الانتخابات، وكان مفادها: أن المتظاهرين في التجمعات المناهضة للترامب في أوستن تكساس - «تم شراؤهم» - وبدأت هذه القصة من حساب فرد واحد له 40 متابع على تويتر. خلال الأيام الثلاثة التالية، تمت مشاركة تلك التغريدة على الأقل 16000 مرة على تويتر و 350,000 مرة على فيسبوك، وتم الترويج لها في المدونات، قبل أن يصرح ذلك الفرد بأنه قد اختلق تلك القصة.
علق الرئيس باراك أوباما على المشكلة الكبيرة المتمثلة في المعلومات الاحتيالية على الشبكات الاجتماعية التي تؤثر على الانتخابات في خطاب ألقاه قبل يوم الانتخابات في عام 2016، قائلاً إن الأكاذيب المتكررة على وسائل التواصل الاجتماعي خلقت «سحابة غبار من الهراء». بعد فترة وجيزة من الانتخابات، علق أوباما مرة أخرى على المشكلة، قائلا في ظهور مع المستشارة الألمانية أنجيلا ميركل: «إذا لم نتمكن من التمييز بين الحجج الجادة والدعاية، فعندئذ لدينا مشاكل».  علق الرئيس ترامب أيضًا بشكل كبير على الأخبار المزيفة، حيث أنشأ جوائز الأخبار الزائفة Fake News Awards لتسليط الضوء على وسائل الأخبار الحقيقية التي أساءت تمثيله علنًا.

### بوابة البيتزا "Pizzagate"
في أوائل نوفمبر 2016، نشرت مواقع إخبارية مزيفة ومنتديات إنترنت خبرا مزيفا عن تورط مطعم Comet Ping Pong وشخصيات من الحزب الديمقراطي كجزء من عصابة وهمية لتهريب الأطفال، والتي أطلق عليها اسم " Pizzagate ". لقد تم فضح تلك المؤامرة من قبل موقع التحقق من الوقائع سنوبيزكوم و نيويورك تايمز وفوكس نيوز.    على إثر تلك الأخبار الكاذبة تعرض أصحاب المطعم والموظفون للمضايقة والتهديد على وسائل التواصل الاجتماعي.  بعد تلك التهديدات، اضطر المطعم لزيادة إجراءات الأمن في الحفلات الموسيقية التي تقام فيه.
بعد أيام من ذلك الهجوم، تحدثت هيلاري كلينتون عن مخاطر الأخبار المزيفة في خطاب تكريمي للسيناتور المتقاعد هاري ريد في مبنى الكابيتول الأمريكي.  ووصفت كلينتون انتشار الأخبار المزيفة والدعاية الملفقة بأنها وباء يتدفق عبر وسائل التواصل الاجتماعي.  وقالت إن هذا يشكل خطراً على مواطني الولايات المتحدة وعلى العملية السياسية في البلاد.  وقالت كلينتون في كلمتها إنها أيدت مشاريع القوانين المعروضة أمام الكونغرس الأمريكي للتعامل مع الأخبار المزيفة.

## أمثلة بارزة على مواقع الأخبار المزيفة
تم تصنيف العديد من هذه المواقع على أنها أخبار مزيفة لأنها تحتوي على أخبار ساخرة، لكنها في النهاية لا تقنع القراء بأن محتواها مزيف بالفعل.

### موقع RealTrueNews
أنشأ ماركو شاكون (Marco Chacon) موقع وهمي تحت اسم RealTrueNews كموقع إخباري لاظهار سذاجة مؤيدي -اليمين البديل.  كتب شاكون نسخة مزيفة لخطب كلينتون المسربة، والتي يفسر فيها علاقة كلينتون مع بنك جولدمان ساكس.  أصيب شاكون بالصدمة عندما نقلت قناة فوكس نيوز قصته المزيفة كما لو كانت قصة حقيقية، وعندما وجد الإعلامية ميغين كيلي تكتب عنها.  كرر تري غالاغر ([./https://en.wikipedia.org/wiki/Trace_Gallagher Trace Gallagher]) قصص «تشاكون» المزيفة وكتب زوراً أن كلينتون وصفت مؤيدي بيرني ساندرز بأنهم «دلو من الخاسرين» - وهي عبارة من تأليف شاكون. بعد نفي من موظفي كلينتون، اعتذرت ميجين كيلي عن ذلك.  
أخبر شاكون برنت بامبري من برنامج CBC Radio One ، اليوم السادس، أنه شعر بصدمة شديدة من جهل القراء وشعر أنه يشبه حلقة من The Twilight Zone. في مقابلة مع شبكة أيه بي سي نيوز، دافع شاكون عن موقعه، قائلاً إنه كان محاكاة ساخرة لأهم المواقع المزيفة لتعليم أصدقائه مدى سذاجتهم. نشرت صحيفة ديلي بيست عن شعبية قصص شاكون المزيفة، التي يتم تناقلها كما لو كانت حقيقية، وذكرت أن منتديات انترنت مؤيدة لترامب ومقاطع فيديو على يوتيوب تؤمن بصدق تلك القصص. في مقال آخر كتب شاكون في The Daily Beast بعد انتخابات الولايات المتحدة عام 2016، أن تجربته استنتجت أن الأشخاص الأكثر عرضة للأخبار الزائفة هم الذين حصروا أنفسهم في وسائل الإعلام الحزبية.

### موقع Global Associated News (MediaFetcher.com)
MediaFetcher.com هو موقع يختلق أخبار وهمية. ولديه قوالب مختلفة لإنشاء مقالات زائفة عن المشاهير من اختيار المستخدم. غالبًا لا يُطالع المستخدمون «إخلاء المسؤولية» في أسفل الصفحة، قبل إعادة المشاركة، دفع هذا الموقع العديد من القراء إلى التكهن بشأن وفاة مختلف المشاهير. 

### موقع Huzlers
على غرار Global Associated News ، تم خداع العديد من القراء لتصديق موقع Huzlers الساخر. لدى مركز التحقق أكثر من 30 فحصًا منفصلًا لحقائق عن مقالاتهم، كل فحص به تصحيح للأخبار المزيفة من Huzlers.   وفقا لأصحاب Pablo Reyes، أقسم Huzlers أنهم لا يحاولون خداع أي شخص.

### موقع 70news
70news كان موقع تدوين يعتمد على ووردبريس (WordPress)، والذي أنتج أخبارًا مزيفة خلال عام 2016؛ على وجه الخصوص، هناك قصة واحدة تشير كذباً إلى أن دونالد ترامب حصل على أكثر الأصوات شعبية في الانتخابات الأمريكية لعام 2016، تلك القصة خدعت خوارزميات محرك البحث، واحتلت المرتبة الأولى في النتائج في اليوم التالي للانتخابات. 

### موقع Disinfomedia
بالإضافة إلى المواقع التي يتم تشغيلها بميزانية محدودة، توجد مواقع بها بنية تحتية أكبر: أسس جوستن كولر Jestin Coler من لوس أنجلوس Disinfomedia، وهي شركة تمتلك العديد من مواقع الأخبار المزيفة. وأجرى مقابلات تحت اسم مستعار، ألن مونتغمري. بمساعدة مهندس شركة التكنولوجيا جون يانسن، اكتشف صحفيون من الإذاعة الوطنية العامة NPR هوية كولر. أوضح كولر كيف أن نيته لمشروعه جاءت بنتائج عكسية؛ أراد فضح «غرف الصدى» في اليمين البديل، والإشارة إلى سذاجتها. وذكر أن شركته كتبت مقالات مزيفة لليسار لم يتم مشاركتها بقدر ما تمت مشاركة المقالات ذات وجهة النظر اليمينية.

### موقع National Report وموقع News Examiner
استفاد هذان الموقعان الإخباريان المزيفان بشكل كبير من خلال استخدام عناوين مثيرة (جاذبة للنقر) clickbait، والتي كانت عادةً خاطئة. ركز بول هورنر، وهو كاتب بارز في كلا الموقعين، بشكل كبير على الانتخابات، لأنها تحقق إيرادات إعلانية قوية. وقال لصحيفة واشنطن بوست إنه حقق 10000 دولار شهريًا من خلال إعلانات مرتبطة بأخبار مزيفة.   بعد الانتخابات، قال هورنر إنه شعر أن جهوده ساعدت ترامب. في مقابلة لاحقة مع رولينج ستون، كشف هورنر أن مقالة ملف صحيفة الواشنطن بوست أثارت اهتمامًا متزايدًا بأكثر من 60 طلبًا للمقابلة من وسائل الإعلام بما في ذلك ABC News وCBS News و CBS's Inside Edition . أوضح هورنر أسلوبه في الكتابة: يضع المقالات التي تبدو شرعية في الأعلى ويضيف المزيفة شيئا فشيئا. غالباً ما يشير هذان الموقعان إلى بعضهما البعض كمرجع.

### موقع Christian Times Newspaper
في مقابلة مع صحيفة نيويورك تايمز، يشرح كاميرون هاريس من أنابوليس، بولاية ماريلاند، كيف استفاد من إنشاء أخبار مزيفة على موقعه على الإنترنت، ChristianTimesNewspaper.com، والتي تضمنت قصة كاذبة تزعم أن بطاقات اقتراع مُعلمة مسبقا للسيدة كلينتون كانت محتجزة في صناديق في مستودع في ولاية أوهايو.  خلال بضعة أيام، أكسبته القصة حوالي 5000 دولار.

### موقع KMT 11 News
خلال صيف عام 2016، نشر موقع KMT 11 News سلسلة من القصص الإخبارية المزيفة بشأن ظهور المشاهير ومواقع التصوير في مدن محلية عشوائية. وشملت هذه المدن برينتوود، تينيسي،  تشاندلر، أريزونا،  واتلانتيك سيتي، نيو جيرسي. 

## انتشار وتحديد الأخبار المزيفة
يحصل 44 في المائة من جميع البالغين في الولايات المتحدة على أخبارهم من فيسبوك. أظهرت التحقيقات التي أجريت في عام 2017 أن ما يقرب من 40 في المائة من المحتوى من خلال صفحات فيسبوك اليمينية المتطرفة وأن 19 في المائة من الصفحات ذات الميول اليسارية المتطرفة كانت خاطئة أو مضللة. خلال الأشهر العشرة التي سبقت الانتخابات الرئاسية لعام 2016، زاد عدد المقالات الإخبارية المزيفة التي تمت مشاركتها على فيسبوك بشكل كبير من 3 مليون «مشاركة وردود فعل وتعليقات» إلى حوالي 9 ملايين.  من ناحية أخرى، انخفضت مقالات وسائل الإعلام الرئيسية من 12 مليون «مشاركة وردود فعل وتعليقات» في فبراير إلى 7.3 مليون فقط بحلول يوم الانتخابات.
كشفت دراسة أجرتها كلية الدراسات العليا في جامعة ستانفورد في يناير 2015 عن صعوبات يواجهها طلاب المدارس المتوسطة والثانوية والكليات في التمييز بين الإعلانات والمقالات الإخبارية، أو تحديد مكان نشأة المعلومات. أحد الملاحظات المهمة التي لاحظها الباحثون في الدراسة هو أن الديمقراطية معرضة للخطر بسبب الطرق التي يمكن بها أن تنتشر الأكاذيب حول القضايا المدنية بسرعة، إضافةً إلى سهولة الوصول إليها. في أحد التقييمات، تم مطالبة طلاب المدارس الثانوية بتقييم منشورين على موقع فيسبوك حول ترشيح دونالد ترامب لمنصب الرئيس؛ كان أحدهما من حساب فوكس نيوز الفعلي والآخر من حساب مزيف. صرح أكثر من 30 في المائة من الطلاب أن الحساب المزيف كان أكثر موثوقية بسبب عناصره الرسومية، وبينما أدرك 25 في المائة فقط أهمية علامة الاختيار الزرقاء على تويتر وفيسبوك، التي يشير إلى أن الحساب قد تم توثيقه.

## استجابة الولايات المتحدة

### في التعليم
قرر معلمو المرحلة الابتدائية تحدي نتائج دراسة ستانفورد من خلال تعليم الأطفال أهمية عدم خداعهم بما هو مزيف. ابتكر مدرس الصف الخامس في كاليفورنيا «سكوت بيدلي» نسخته الخاصة من "Simon Says "، حيث يتم منح الطلاب ثلاث دقائق لقراءة مقال ما وتحديد ما إذا كانت القصة الإخبارية صحيحة أم خاطئة. يُطلب من الطلاب الذين يعتقدون أنه خطأ الوقوف بينما يظل أولئك الذين يعتقدون أنه صحيح في مقاعدهم. عمل بيدلي مع مدرس آخر في كانساس، تود فلوري، لوضع «تحد أخبار مزيف» عبر سكايب حيث اختار فصل «فلوري» مقالتين حقيقيتين وكتب مقالاً مزيفاً ليتم تقديمه إلى فصل بيدلي في كاليفورنيا. يقوم المعلمون بترويج أساليب التعلم هذه على أمل أن تظل هذه الاستراتيجيات والمهارات مع طلابهم لبقية حياتهم. 
أعلن أندرياس شلايشر، قائد منظمة التعاون الاقتصادي والتنمية، في عام 2017 أن منظمته بدأت اختبارات «الكفاءات العالمية» التي سيجريها طلاب يبلغون من العمر 15 عامًا في جميع أنحاء العالم إلى جانب تقييمات القراءة والرياضيات والعلوم الحالية لمنظمة التعاون الاقتصادي والتنمية التي تجري كل ثلاث سنوات. سيؤدي هذا إلى اختبار مدى قدرة الطلاب على تمييز الأخبار المزيفة خارج الفقاعة الاجتماعية والسياسية.
تعاونت جينيفر كوغان، رئيسة تحرير مجلة Newsela التعليمية الناشئة، مع معهد الصحافة الأمريكي للمساعدة في مكافحة انتشار الأخبار المزيفة. تعتقد جينيفر أن مسؤولية المعلمين الآن هي المساعدة في تعليم طلابهم حول وسائل الإعلام التي يجب أن يثقوا بها لأنه من المستحيل على الوالد مراقبة كل مصدر يقرأه الطفل. 

### في المواقع التجارية

#### فيسبوك
بعد تلقي انتقادات شديدة لعدم إيقاف ذلك العدد الكبير من المقالات الإخبارية المزيفة على صفحاته، أعلن فيسبوك في ديسمبر 2016 أنه سيبدأ في «تعليم» (Flag) الأخبار المزيفة. فإذا قام عدد كافٍ من المستخدمين بالإبلاغ عن قصةٍ ما بإنها مزيفة، فسيتم إرسال القصة إلى مؤسسة تابعة لجهة خارجية للتحقق من صحتها. فإذا ثبت زيفها، فستفقد أولوية ظهور الأخبار وأيضًا سيتم وسمها بأنها «غير موثوقة». يحاول فيسبوك أيضًا تقليل الحوافز المالية في محاولة لتقليل كمية الأخبار المزيفة. من المنظمات المعنية بالتحقق من حقيقة الأخبار ايه بي سي نيوز، أسوشيتد برس، FactCheck.org ، PolitiFact وسنوبس.  
في عام 2018، اعترف فيسبوك بأنه «فشل» في وقف التدخل الخارجي في الانتخابات الرئاسية الأمريكية. ويأتي هذا الاعتراف بعد زيادة التدقيق من جانب المشرعين في رد فعل عنيف ضد وادي السيليكون وكذلك جلسة استماع في مجلس الشيوخ لمديري شركات التواصل الاجتماعي.

#### منظمات التحقق من الحقائق
في أعقاب الانتخابات، تعاونت العديد من مواقع التحقق من الحقائق مع فيسبوك للتحقق من صحة المقالات المرتبطة. نشر العديد من هذه المنظمات أيضًا قوائم لمواقع إخبارية مزيفة وأدلة حول كيفية التعرف عليها. 

### حكومياً

#### التشريعات
سافر أعضاء من لجنة الاستخبارات بمجلس الشيوخ الأمريكي إلى أوكرانيا وبولندا في مارس 2016 واستمعوا من مسؤولين في كلا البلدين حول العمليات الروسية للتأثير في شؤونهم. صرح السيناتور الأمريكي أنجوس كينغ لصحيفة بورتلاند برس هيرالد بأن التكتيكات التي استخدمتها روسيا خلال انتخابات الولايات المتحدة عام 2016 كانت مماثلة لتلك المستخدمة ضد الدول الأخرى. واستذكر كينج أن المشرعين أبلغوا مسؤولين من كل من أوكرانيا وبولندا بالتكتيكات الروسية المتمثلة في «نشر قصص إخبارية مزيفة» خلال الانتخابات. في 20 نوفمبر 2016، انضم كينغ إلى رسالة طلب فيها سبعة أعضاء من لجنة المخابرات بمجلس الشيوخ الأمريكي من الرئيس أوباما نشر المزيد من المعلومات من مجتمع الاستخبارات حول دور روسيا في الانتخابات الأمريكية.  في مقابلة مع شبكة سي إن إن، حذر السيناتور كينغ من تجاهل المشكلة، قائلاً إنها قضية ذات وجهين.
وسط مخاوف من نشر أخبار مزيفة وتضليل من جانب روسيا، دعا ممثلون في الكونغرس الأمريكي إلى مزيد من الإجراءات لتتبع ومكافحة الدعاية المزعومة الصادرة من الخارج.  في 20 نوفمبر 2016، وافق المشرعون على إجراء ضمن قانون إقرار الدفاع الوطني لمطالبة وزارة الخارجية الأمريكية بالتحرك ضد الدعاية من خلال لجنة مشتركة بين الوكالات.  أجاز التشريع تمويل قدره 160 مليون دولار على مدى فترة عامين.  تم تطوير هذه المبادرة من خلال مشروع قانون من الحزبين، قانون مكافحة الدعاية والتضليل الأجنبي، كتبه السناتور الجمهوري روب بورتمان والديمقراطي كريس مورفي. وحث بورتمان على المزيد من الإجراءات التي اتخذتها الحكومة الأمريكية لمواجهة الدعاية الزائفة. وقال ميرفي بعد الانتخابات إنه من الواضح أن الولايات المتحدة تحتاج إلى تكتيكات إضافية لمحاربة الدعاية الروسية الزائفة.
صرح أعضاء مجلس الشيوخ الجمهوريين أنهم يعتزمون عقد جلسات استماع والتحقيق في التأثير الروسي على الانتخابات الأمريكية لعام 2016. من خلال القيام بذلك، عارضوا رأي الرئيس الجمهوري الجديد المنتخب دونالد ترامب، الذي قلل من شأن أي تدخل روسي محتمل في الانتخابات. ناقش رئيس لجنة القوات المسلحة بمجلس الشيوخ الأمريكي جون ماكين ورئيس لجنة الاستخبارات بمجلس الشيوخ الأمريكي ريتشارد بور خططًا للتعاون في تحقيقات الحرب الإلكترونية الروسية خلال الانتخابات. خطط رئيس لجنة العلاقات الخارجية بمجلس الشيوخ الأمريكي بوب كوركير لإجراء تحقيق في عام 2017. أشار السيناتور ليندسي جراهام إلى أنه سيجري تحقيقًا شاملًا في الدورة 115 للكونجرس الأمريكي.

#### لجنة التجارة الفيدرالية FTC
في عام 2013، قامت لجنة التجارة الفيدرالية، كجزء من حملة للقضاء على إدعاءات الصحة الزائفة، بخصوص دفع أكثر من 1.6 مليون دولار إلى Beony International ومالك Mario Milanovic ، وموظفة Beony International كودي آدمز Cody Adams. باتفاقهم للترويج لمنتجاتهم الخاصة بفقدان الوزن من خلال مواقع الأخبار المزيفة. تظاهرت هذه المواقع بأنها منظمات إخبارية مشروعة ونشرت منتجاتها لتخفيف الوزن بشكل كبير. 

#### فريق مكافحة التضليل
خططت وزارة الخارجية الأمريكية لاستخدام وحدة تسمى فريق مكافحة المعلومات المضللة، والتي تم تشكيلها بهدف مكافحة المعلومات المضللة من الحكومة الروسية، وتم حلها في سبتمبر 2015 بعد أن فات رؤساء الإدارات نطاق الدعاية قبل الولايات المتحدة 2016 الانتخابات.  قضت وزارة الخارجية الأمريكية ثمانية أشهر في تطوير الوحدة قبل إلغاءها. كان ذلك بمثابة إعادة تشغيل لمجموعة العمل النشطة للتدابير التي أنشأها الرئيس ريغان.  تم إنشاء فريق مكافحة المعلومات المضللة في إطار مكتب برامج المعلومات الدولية.  بدأ العمل في عام 2014، بهدف مكافحة الدعاية من المصادر الروسية مثل روسيا اليوم.   وأوضح مسؤولو الاستخبارات الأمريكية للمحلل السابق لوكالة الأمن القومي وضابط مكافحة التجسس جون ر. شندلر أن إدارة أوباما قررت إلغاء الوحدة خشية استعداء روسيا.  كان وكيل وزارة الخارجية الأمريكية للدبلوماسية العامة ريتشارد ستينجل شخصًا مهمًا للوحدة قبل إلغائها   كتب ستينجل سابقا عن التضليل من قبل روسيا اليوم. 

## لقراءة المزيد
- كريس هيدجيز (18 ديسمبر 2016). "'Fake News': Homegrown, and Far From New". Truthdig. مؤرشف من الأصل في 2021-04-16.
- Jamie Condliffe (15 نوفمبر 2016). "Facebook's Fake-News Ad Ban Is Not Enough". إم آي تي تكنولوجي ريفيو. مؤرشف من الأصل في 2019-03-25.
- Cassandra Jaramillo (15 نوفمبر 2016). "How to break it to your friends and family that they're sharing fake news". دالاس مورنينغ نيوز. مؤرشف من الأصل في 2019-07-11.
- Craig Silverman؛ Lawrence Alexander (3 نوفمبر 2016). "How Teens In The Balkans Are Duping Trump Supporters With Fake News". بزفيد. مؤرشف من الأصل في 2018-06-26.
- Ishmael N. Daro؛ Craig Silverman (15 نوفمبر 2016). "Fake News Sites Are Not Terribly Worried About Google Kicking Them Off AdSense". بزفيد. مؤرشف من الأصل في 2021-04-15.
- Craig Silverman (16 نوفمبر 2016). "Viral Fake Election News Outperformed Real News On Facebook In Final Months Of The US Election". بزفيد. مؤرشف من الأصل في 2018-07-17.
- Taylor، Adam (26 نوفمبر 2016). "Before 'fake news,' there was Soviet 'disinformation'". واشنطن بوست. مؤرشف من الأصل في 2021-02-06.
- Andrew Weisburd؛ Clint Watts؛ JM Berger (6 نوفمبر 2016). "Trolling for Trump: How Russia is Trying to Destroy Our Democracy". War on the Rocks. مؤرشف من الأصل في 2021-04-14.
- Elizabeth Schumacher (4 يناير 2018). "Fake news 'casts wide net but has little effect'". دويتشه فيله. مؤرشف من الأصل في 2021-04-16.

## روابط خارجية
- Kim LaCapria (2 نوفمبر 2016). "Snopes' Field Guide to Fake News Sites and Hoax Purveyors". سنوبس.كوم. مؤرشف من الأصل في 2023-07-09.
- Rachel Dicker (14 نوفمبر 2016). "Avoid These Fake News Sites at All Costs". يو إس نيوز آند وورد ريبورت. مؤرشف من الأصل في 2021-04-16.
- Lori Robertson؛ Eugene Kiely (18 نوفمبر 2016). "How to Spot Fake News". FactCheck.org. Annenberg Public Policy Center. مؤرشف من الأصل في 2021-05-10.
- Jared Keller (19 نوفمبر 2016). "This Critique of Fake Election News Is a Must-Read for All Democracy Lovers". ماذر جونز (مجلة). مؤرشف من الأصل في 2021-04-28.
- Lance Ulanoff (18 نوفمبر 2016). "7 signs the news you're sharing is fake". ماشابل. مؤرشف من الأصل في 2021-05-11.
- Laura Hautala (19 نوفمبر 2016). "How to avoid getting conned by fake news sites - Here's how you can identify and avoid sites that just want to serve up ads next to outright falsehoods". سي نت. مؤرشف من الأصل في 2023-06-20.
- سرينيفاسان، هاري (17 نوفمبر 2016). كيف لعبت الخدع عبر الإنترنت والأخبار المزيفة دورًا في الانتخابات . PBS NewsHour – عبر يوتيوب.